# Badminton-Mannschaftsozeanienmeisterschaft 2025
Die Badminton-Mannschaftsozeanienmeisterschaft 2025 fand vom 10. bis zum 12. Februar 2025 in Auckland in Neuseeland statt. Es wurde ein Wettbewerb für gemischte Teams ausgetragen.

## Medaillengewinner
| Disziplin | Gold | Silber | Bronze |
| --------- | --- | --- | --- |
| Team      | Australien Kaitlyn Ea Tiffany Ho Gronya Somerville Tang Huaidong Ricky Tang Kai Qi Teoh Angela Yu Jack Yu Frederick Zhao | Neuseeland Chris Benzie Raphael Chris Deloy Adam Jeffrey Edward Lau Shaunna Li Yanxi Liu Dylan Soedjasa Josephine Zhao Camellia Zhou Jenny Zhu | Tahiti Antoine Beaubois Louis Beaubois Heirautea Curet May Gaymann Yann Jeandroz Méiissa Mi You Mike Mi You Rémi Rossi Esther Tau Heiva Yvonet |

## Endstand
| Platz | Team       | Pld | W | L | MF | MA | MD  | GF | GA | GD  | PF  | PA  | PD   | Pts |        |
| ----- | ---------- | --- | - | - | -- | -- | --- | -- | -- | --- | --- | --- | ---- | --- | ------ |
| 1     | Australien | 4   | 4 | 0 | 20 | 0  | +20 | 40 | 2  | +38 | 870 | 373 | +497 | 4   | Gold   |
| 2     | Neuseeland | 4   | 3 | 1 | 15 | 5  | +10 | 32 | 11 | +21 | 818 | 502 | +316 | 3   | Silber |
| 3     | Tahiti     | 4   | 2 | 2 | 10 | 10 | 0   | 21 | 20 | +1  | 625 | 636 | −11  | 2   | Bronze |
| 4     | Fidschi    | 4   | 1 | 3 | 3  | 17 | −14 | 6  | 34 | −28 | 398 | 792 | −394 | 1   |        |
| 5     | Cookinseln | 4   | 0 | 4 | 2  | 18 | −16 | 4  | 36 | −32 | 409 | 817 | −408 | 0   |        |